# Acalolepta mutans
Acalolepta mutans là một loài bọ cánh cứng trong họ Cerambycidae.